# Vale dos Vinhedos

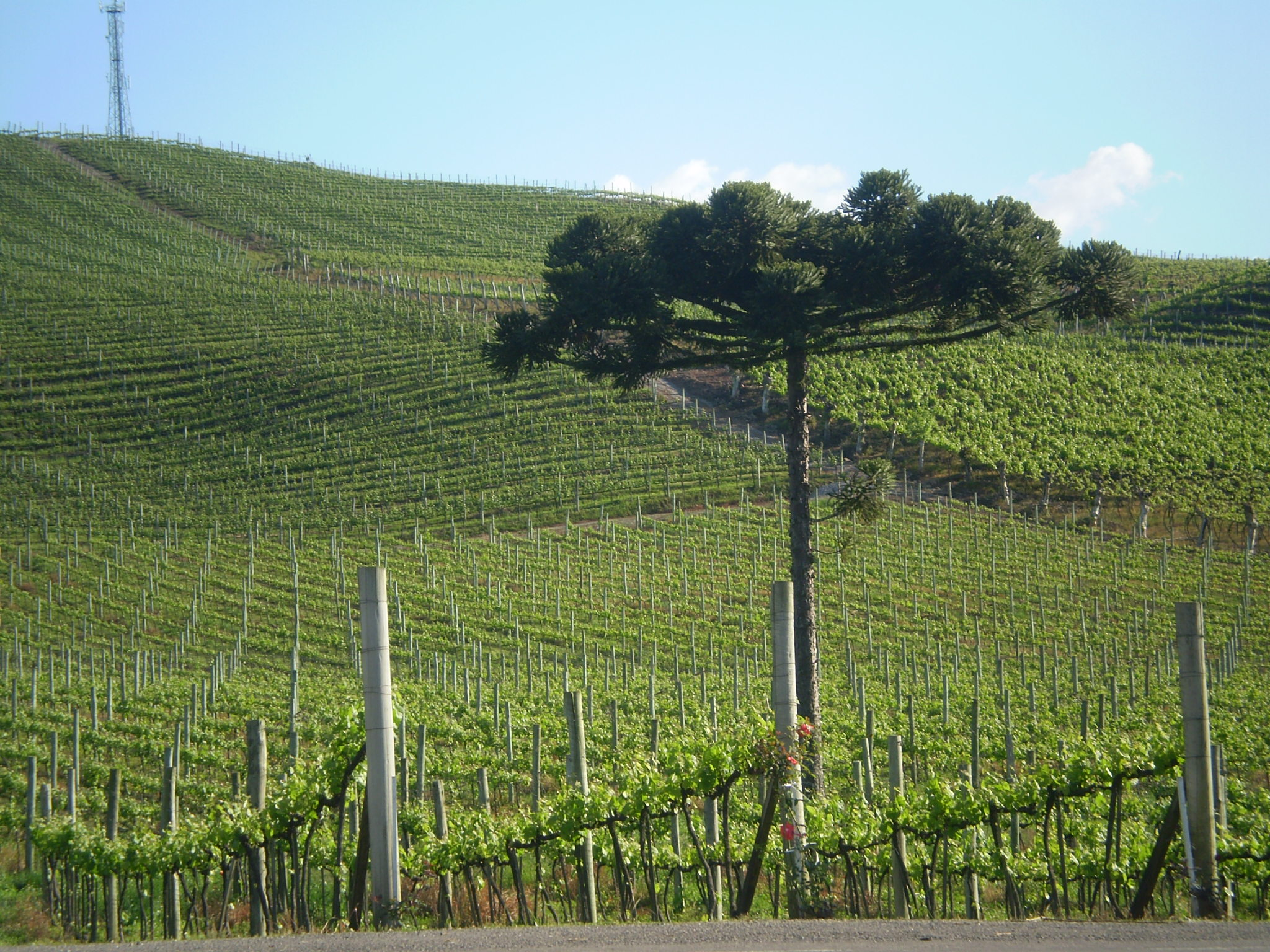
Parreiral em Bento Gonçalves.

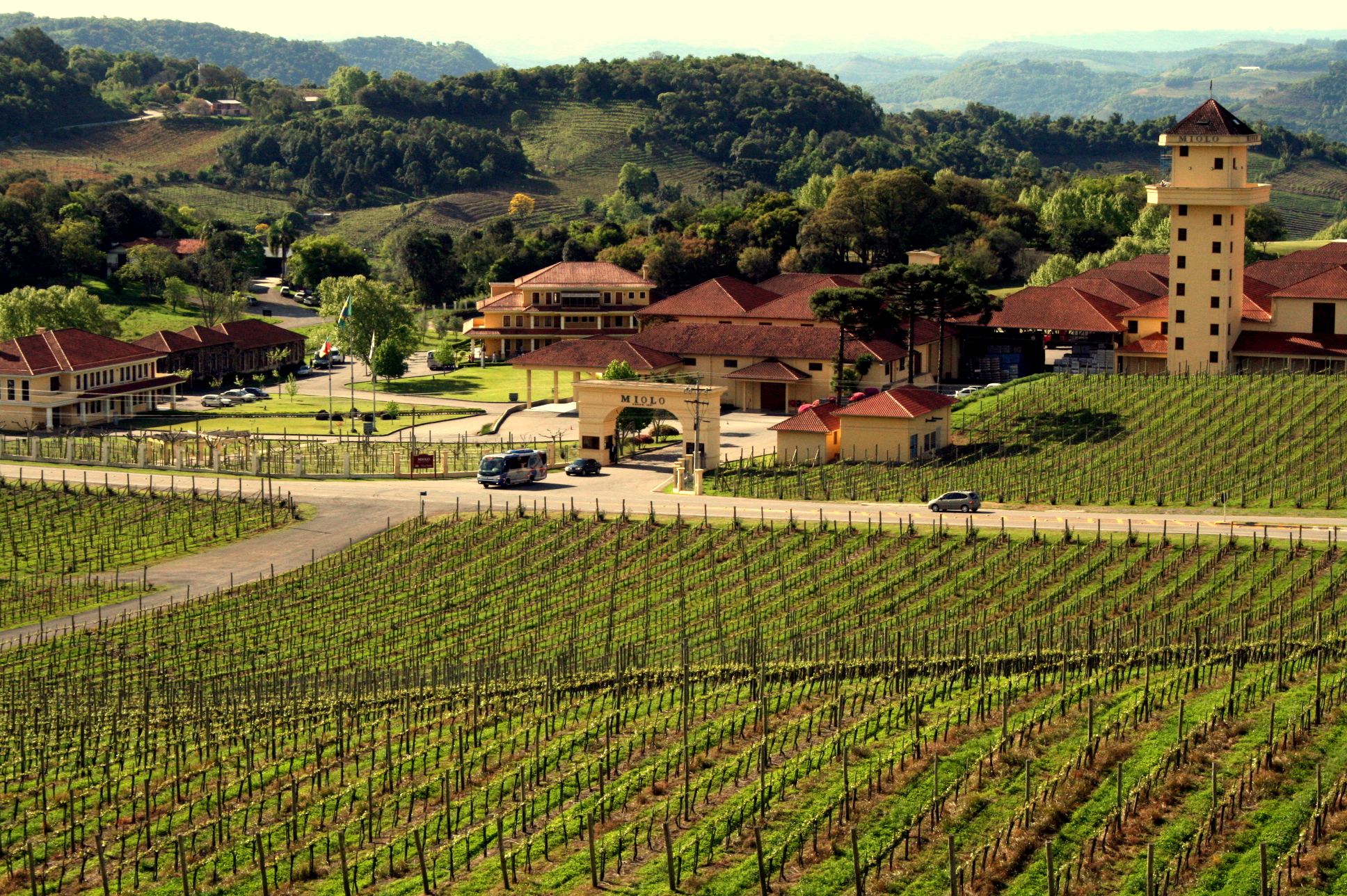
Vinícola em Bento Gonçalves.

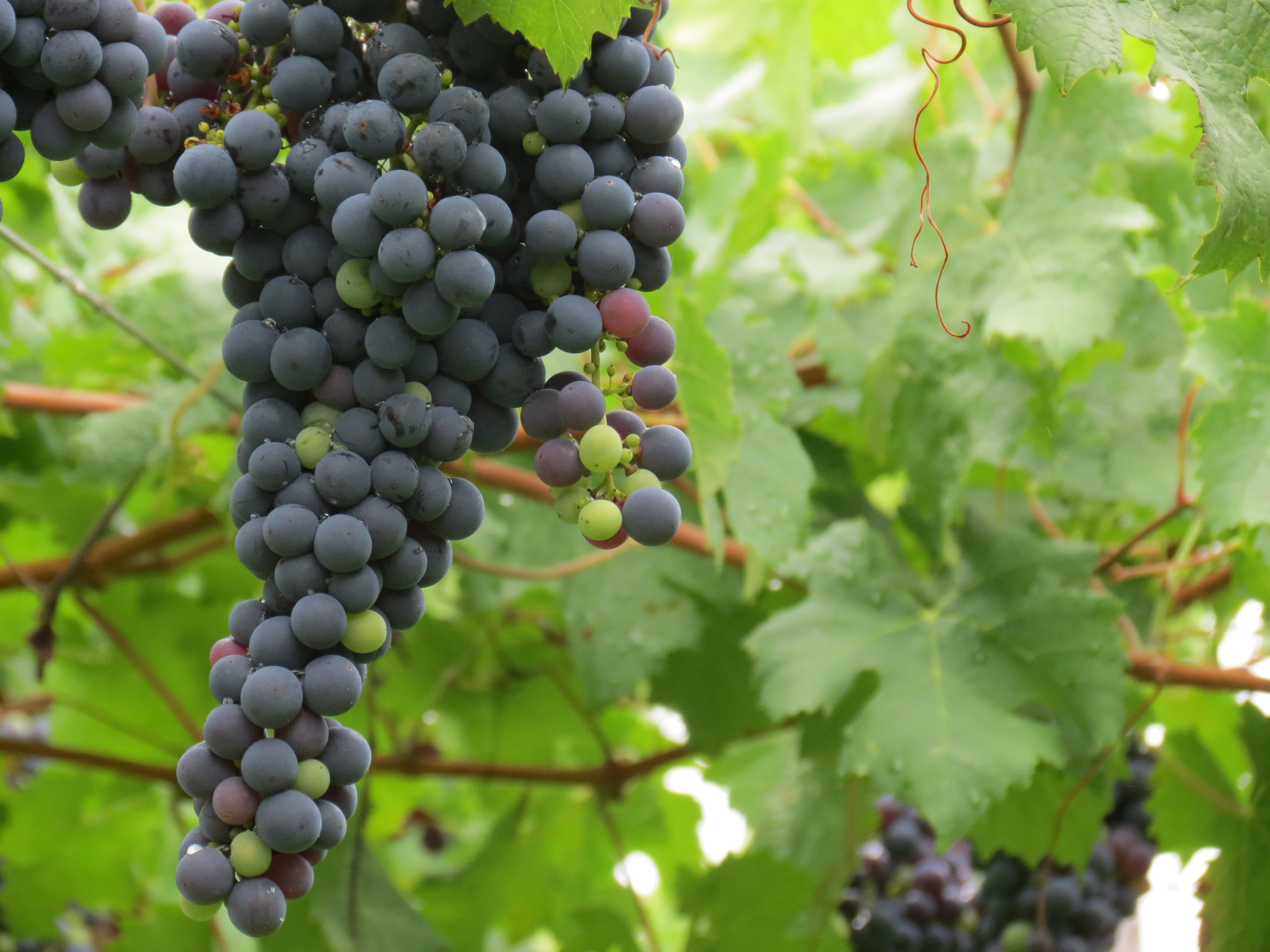
Parreiral no Vale dos Vinhedos.

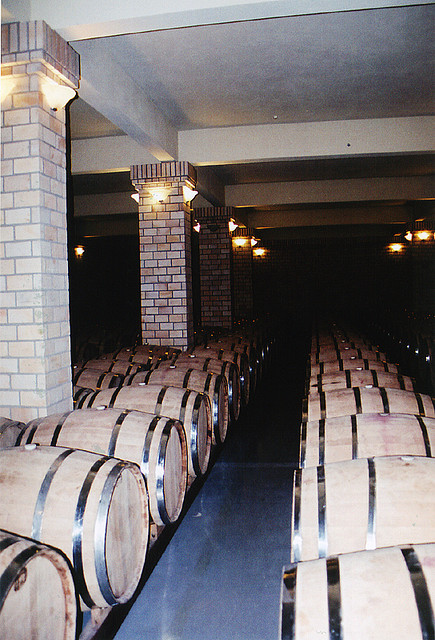
Barris de vinho em vinícola de Bento Gonçalves.

O Vale dos Vinhedos é uma região que ocupa uma área de 82 quilômetros quadrados na Serra Gaúcha, no estado do Rio Grande do Sul, no Brasil. Situa-se a 120 quilômetros de Porto Alegre, a capital do estado. Os vinhos elaborados no Vale são os únicos do país a apresentarem o selo de Indicação de Procedência (desde 2002) e o de Denominação de Origem (desde 2012), que são garantias de procedência e qualidade dos vinhos ali elaborados. A Associação dos Produtores de Vinhos Finos do Vale dos Vinhedos gere o processo de reconhecimento dos vinhos, que obedecem a rigorosos padrões de cultivo e processamento exigidos em caderno de normas.
O Vale dos Vinhedos localiza-se no centro do triângulo formado pelas cidades de Bento Gonçalves (nordeste), Monte Belo do Sul (noroeste) e Garibaldi (sul). O Vale dos Vinhedos compreende a parte da bacia hidrográfica do Rio Pedrinho, situada a montante da foz de um córrego afluente deste e situado a sudeste da comunidade de Vale Aurora, no município de Bento Gonçalves. A parte do vale a jusante é denominada de Vale Aurora. 
A maior parte da área do Vale dos Vinhedos fica localizada em território do município de Bento Gonçalves, com 55 por cento do total, e a menor parte fica localizada em território de Monte Belo do Sul, com 8 por cento na porção noroeste. A parte sul do Vale pertence ao município de Garibaldi, com 37 por cento da área total. Parte da zona urbana de Bento Gonçalves situa-se dentro do perímetro do Vale, haja vista que a linha divisória de águas entre as bacias do Rio Pedrinho e do Rio Buratti passa pela parte oeste da cidade. Localizam-se ao longo desta linha, ou próximo desta, a pista do Aeroclube de Bento Gonçalves, a Estação Rodoviária de Bento Gonçalves, o Estádio da Montanha e a Estação Ferroviária de Bento Gonçalves.
Situam-se, na área do vale, o Estádio Parque Esportivo Montanha dos Vinhedos, o Centro Nacional de Pesquisa de Uva e Vinho da Embrapa, o Campus Bento Gonçalves do Instituto Federal do Rio Grande do Sul e uma grande quantidade de vinícolas. A rodovia RS-444 é a principal via do Vale. O percurso tem início na BR-470, ao sul da cidade de Bento Gonçalves, e segue no sentido oeste pelo vale em direção a Monte Belo do Sul e Santa Tereza.

## Importância
A área possui suaves colinas cobertas por parreirais, plátanos e araucárias. É a região brasileira mais tradicional na elaboração de vinhos. O Vale dos Vinhedos representa o legado histórico e cultural deixado pelos imigrantes italianos, chegados ao Brasil em 1875. Os primeiros imigrantes a se instalarem na área do Vale dos Vinhedos chegaram em dezembro de 1876. Os costumes e tradições de seus descendentes estão enraizados na sua comunidade e, até mesmo, na paisagem característica e única no mundo. A construção de capelas e capitéis, a devoção aos santos, a lingua vêneta e, principalmente, o cultivo da videira e a elaboração do vinho, são marcas da imigração italiana.
Hoje visitado por mais de 450 mil visitantes/ano, o enoturismo é a principal atividade da região, que oferece opções de visitas guiadas em vinícolas, gastronomia cultural regional, menus contemporâneos assinados por renomados chefs, meios de hospedagem com administração familiar e grandes hotéis de bandeira internacional. A produção associada ao turismo é bastante variada e reúne artesãos locais, produção e venda de sucos, geleias, queijos, biscoitos, chocolates e muito mais. São pequenas propriedades rurais dividindo espaço com vinícolas renomadas, que, ao longo dos últimos anos, conquistaram destaque nacional e internacional pela qualidade e personalidade dos seus vinhos.

## Denominação de Origem Vale dos Vinhedos
O Vale dos Vinhedos foi a primeira região com classificação de Denominação de Origem (DO) de vinhos no país. Sua norma estabelece que toda a produção de uvas e o processamento da bebida seja realizada na região delimitada do Vale dos Vinhedos. A DO também apresenta regras de cultivo e de processamento mais restritas que as estabelecidas para a Indicação de Procedência (IP), em vigor até a obtenção do registro da DO, outorgado pelo INPI.

### Cultivares autorizadas
- Tintos: Merlot, como cultivar emblemática e Cabernet Sauvignon, Cabernet Franc e Tannat como variedades auxiliares para corte de vinhos.
- Brancos: Chardonnay como cultivar principal e Riesling Itálico como variedade auxiliar para corte.
- Espumantes (brancos e rosados): Chardonnay e/ou Pinot Noir como variedades principais e Riesling Itálico como variedade auxiliar para corte.

### Produtos autorizados
- Varietal Merlot: Mínimo de 85% da variedade
- Assemblage Tinto: Mínimo de 60% de Merlot + corte com uso das demais variedades autorizadas
- Varietal Chardonnay: Mínimo de 85% da variedade
- Assemblage Branco: Mínimo de 60% de Chardonnay + corte com uso da Riesling Itálico
- Base Espumante: Mínimo de 60% de Chardonnay e/ou Pinot Noir. Elaboração somente pelo Método Tradicional

### Limite de produtividade
- Para uvas tintas: 10 toneladas/ha ou 2,5 kg de uva por planta
- Para uvas brancas: 10 toneladas/ha ou 3 kg de uva por planta
- Para uvas a serem utilizadas na elaboração de espumantes: 12 toneladas/ha ou 4 kg de uva por planta

### Outras normas
- O espumante será elaborado somente pelo “Método Tradicional”, com segunda fermentação em garrafa, que deverá constar no rótulo principal, nas classificações nature, extra-brut e brut.
- A chaptalização e a concentração dos mostos não serão permitidas. Em anos excepcionais o Conselho Regulador da Aprovale poderá permitir o enriquecimento em até um grau.
- Poderá haver a passagem dos vinhos por barris de carvalho, mas não serão autorizados “chips”e lascas ou pedaços de madeira.
- Os produtos engarrafados da D.O serão identificados no rótulo principal e no contrarrótulo.
- Os vinhos tranqüilos poderão identificar a safra e a variedades.
- Os espumantes deverão utilizar a expressão “Método Tradicional”
- Para o contrarrótulo, além das informações estabelecidas pela legislação brasileira,  os espumantes poderão identificar as variedades utilizadas, o tempo de contato com as borras e o ano de “dégorgement”
- Será obrigatório o uso da numeração de controle sequencial

### Rastreabilidade
A Aprovale possui um Conselho Regulador responsável pelo regulamento da Indicação Geográfica do Vale dos Vinhedos. Cabe a este conselho fazer o controle e fiscalização dos padrões exigidos pela normativa da I.P. e da D.O. O Conselho Regulador mantém cadastro atualizado das vinícolas solicitantes da certificação e utiliza informações do Cadastro Vitícola do Ministério da Agricultura, coordenado pela Embrapa Uva e Vinho, para determinar a origem da matéria-prima.
Para controle da certificação são utilizadas as declarações de colheita de uva e de produtos elaborados, a partir das quais retira as amostras para análises físico-químicas, organolépticas e testemunhais. Estas amostras são lacradas e codificadas. Essa sistemática permite a rastreabilidade dos produtos.